# St. Johnsbury
St. Johnsbury es un pueblo ubicado en el condado de Caledonia en el estado estadounidense de Vermont. En el año 2010 tenía una población de 7.603 habitantes y una densidad poblacional de 79,86 personas por km².

## Geografía
St. Johnsbury se encuentra ubicado en las coordenadas 44°26′1″N 72°0′54″O / 44.43361, -72.01500.

## Demografía
Según la Oficina del Censo en 2000 los ingresos medios por hogar en la localidad eran de $20,269 y los ingresos medios por familia eran $41,961. Los hombres tenían unos ingresos medios de $30,846 frente a los $22,131 para las mujeres. La renta per cápita para la localidad era de $16,807. Alrededor del 12% de la población estaban por debajo del umbral de pobreza.